# Wien Nußdorf
Wien Nußdorf (niem: Bahnhof Wien Nußdorf) – stacja kolejowa w Wiedniu, w Austrii. Znajduje się w dzielnicy Döbling, w części zwanej Nussdorf. Położony jest na Franz-Josefs-Bahn, gdzie łączy się tutaj z linią Donauuferbahn. Zatrzymują się tutaj pociągi regionalne oraz S-Bahn linii S40.

## Historia
Stacja Nußdorf została otwarta równocześnie z uruchomieniem linii Franz-Josefs-Bahn na odcinku Eggenburg-Wiedeń w dniu 23 czerwca 1870. Wtedy Nussdorf był osobą gminą. Do otwarcia stacji Heiligenstadt w 1898, Nussdorf była sąsiednią stacją dla Wien Franz-Josefs-Bahnhof. W 1878 Donauuferbahn została otwarta. W dniu 1 października 1978 roku Franz-Josefs-Bahn i Donauuferbahn zostały zelektryfikowane.
Do stacji można się dostać również tramwajem linii D.

## Transport publiczny
- S40 Wien Franz-Josefs-Bahnhof – Wien Spittelau – Wien Heiligenstadt – Wien Nußdorf – Klosterneuburg-Kierling – Tulln – Tullnerfeld – Herzogenburg – St. Pölten Hbf

- D Alfred-Adler-Straße – Hauptbahnhof Ost – Quartier Belvedere – Kärntner Ring, Oper – Dr.-Karl-Renner-Ring – Schottentor – Franz-Josefs-Bahnhof – Spittelau – Heiligenstadt, 12.-Februar-Platz – Nußdorf – Beethovengang

- N36 Nußdorf – Heiligenstadt, 12.-Februar-Platz – Spittelau – Nußdorfer Straße

- 238 Heiligenstadt – Nußdorf – Klosterneuburg – AUVA – Hadersfeld

- 239 Gesamtverkehr Heiligenstadt – Nußdorf – Gewerbegebiet – Rathausplatz/Gesamtverkehr Heiligenstadt – Nußdorf – Klosterneuburg-Kierling/Gesamtverkehr Heiligenstadt – Nußdorf – Klosterneuburg – Maria Gugging

- 241 Heiligenstadt – Nußdorf – Weidling – Scheiblingstein

## Galeria

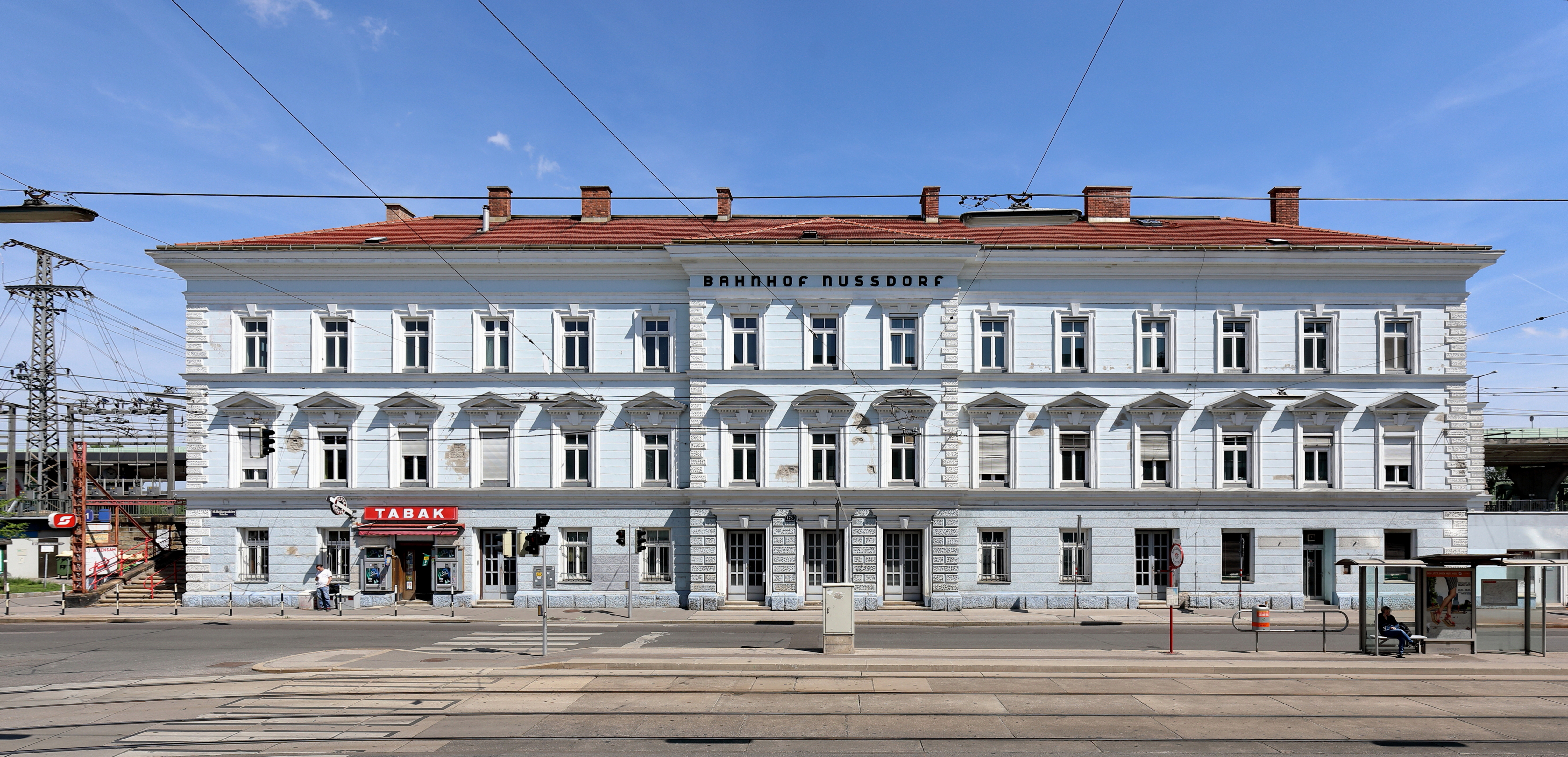
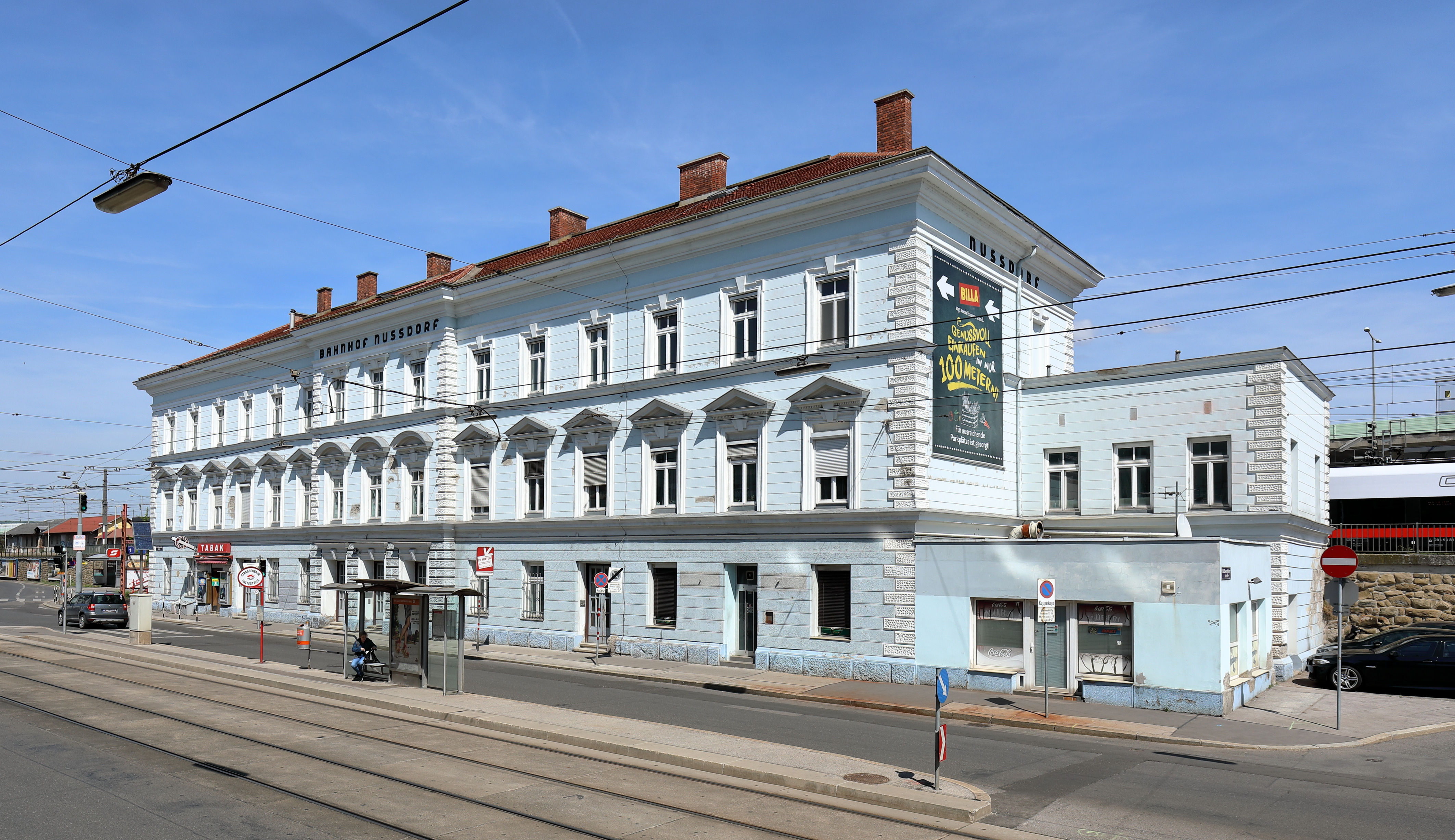
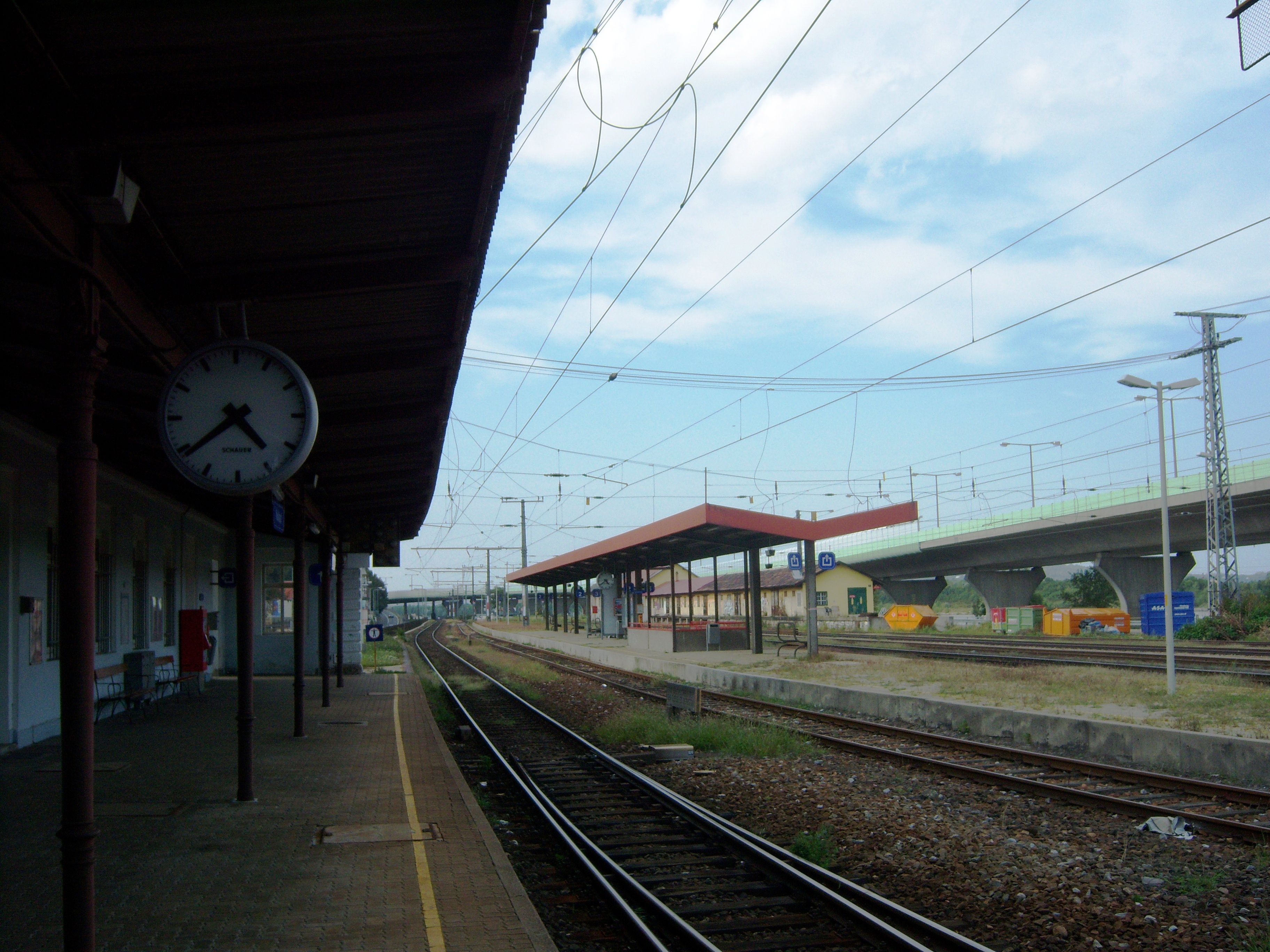
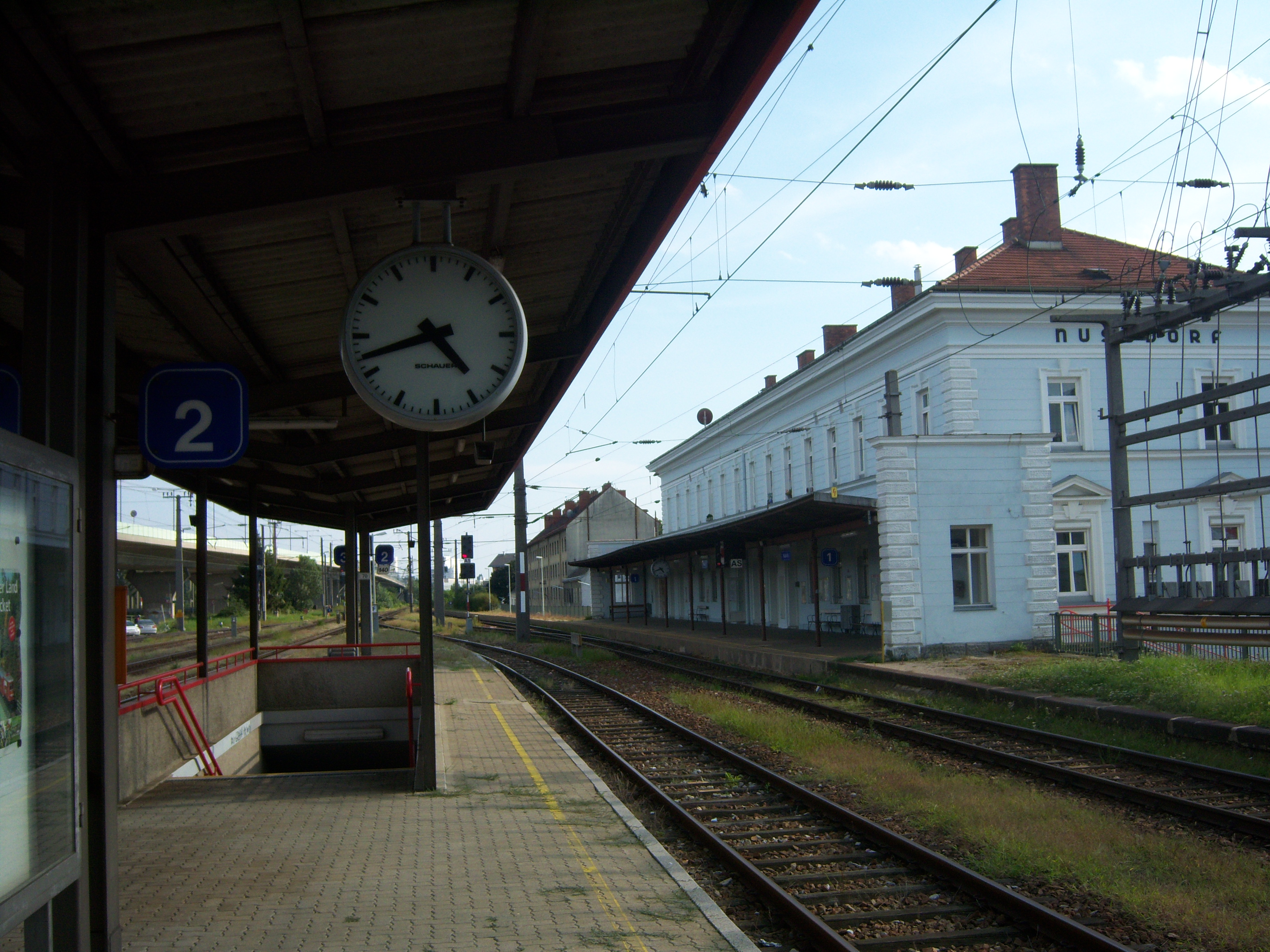

## Linie kolejowe
- Franz-Josefs-Bahn
- Donauuferbahn